# José Miguel Insulza

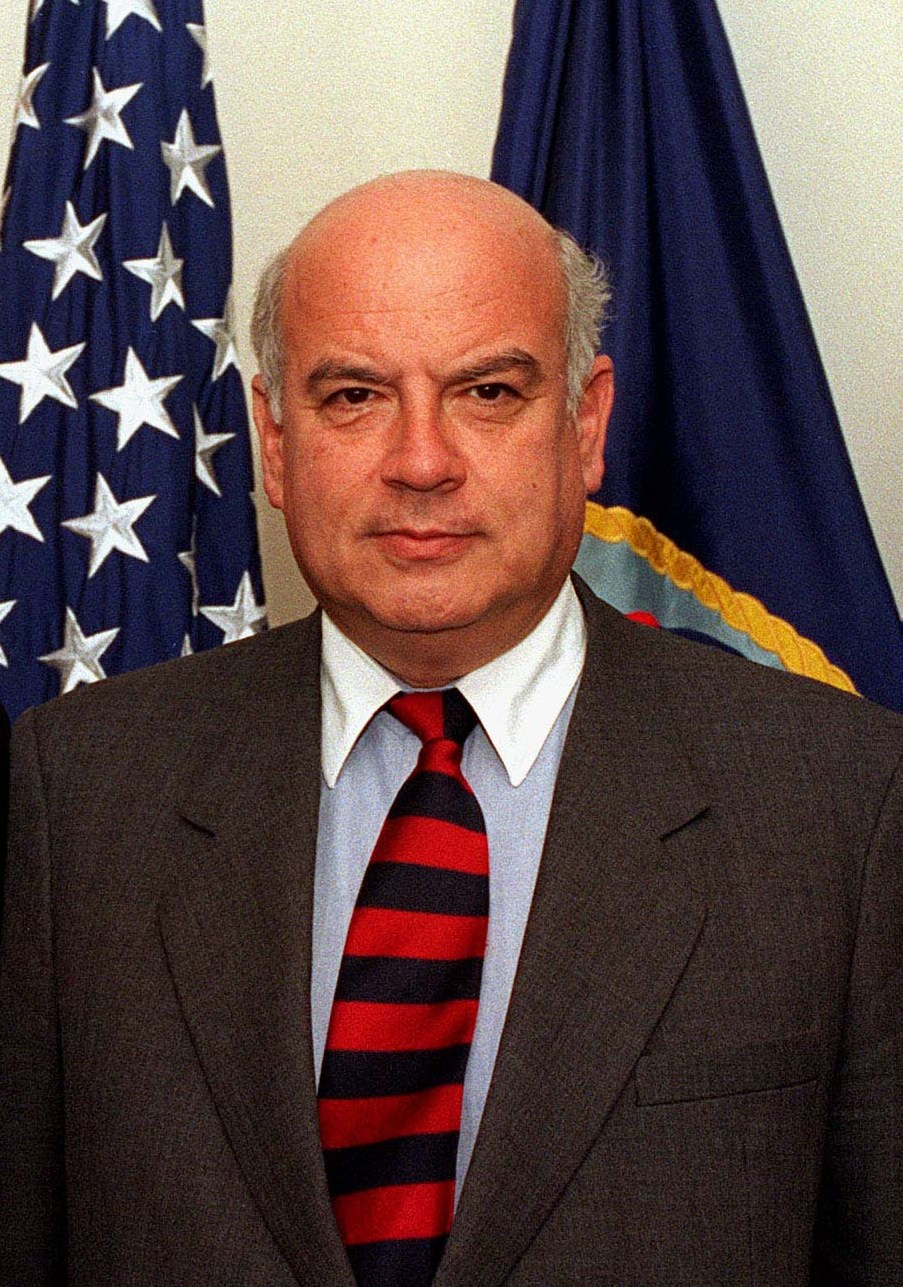
José Miguel Insulza (1997)

José Miguel Insulza Salinas (* 2. Juni 1943 in Santiago de Chile) ist ein chilenischer Rechtsanwalt, Politikwissenschaftler und Politiker, der der Partido Socialista de Chile (PS) angehört. Unter dem Präsidenten Eduardo Frei Ruiz-Tagle war er zwischen 1994 und 1999 chilenischer Außenminister. Im Kabinett des Nachfolgers Ricardo Lagos fungierte er zwischen 2000 und 2005 als Innenminister. 2005 übernahm er das Amt des Generalsekretärs der Organisation Amerikanischer Staaten (OAS), das er bis 2015 innehatte. Seit 2018 vertritt er die Región de Arica y Parinacota im Senat von Chile.

## Familie
Insulzas Eltern sind Agustén Insulza Fuentes und Ana Salinas Cordovez.
Er ist mit Georgina Néez Reyes verheiratet, mit der er eine Tochter und zwei Söhne hat.

## Ausbildung und Berufsleben
Insulza besuchte das private St. George's College in der Hauptstadt Santiago. Anschließend begann er ein Studium der Rechtswissenschaft an der Universidad de Chile, das er 1969 mit einer Diplomarbeit über Theorie und Praxis im Wirken Leo Trotzkis abschloss. Es folgte ein Postgraduiertenstudium an der Politikwissenschaft an der Facultad Latinoamericana de Ciencias Sociales, das er an der University of Michigan mit einem Masterabschluss beendete.
Nach Beendigung des Bachelorstudiums begann er seine Lehrtätigkeit als Dozent für Politische Theorie an der Universidad de Chile und für Politikwissenschaft an der Päpstlichen Katholischen Universität von Chile. Im gleichen Jahr nahm er eine Beratertätigkeit im chilenischen Außenministerium auf.

## Politische Laufbahn

### Anfänge
Insulza begann seine politische Tätigkeit zu Studentenzeiten an der Universidad de Chile. Er fungierte als Vizepräsident der Studentenvertretung der Hochschule, war Vorsitzender der rechtswissenschaftlichen Studenten und Präsident der chilenischen Studentenvertretungen. Anfangs engagierte er sich in der konservativen Partido Demócrata Cristiano de Chile (PDC), die mit Eduardo Frei Montalva zu dieser Zeit den Präsidenten stellte. Da sie unzufrieden mit dem pro-amerikanischen Kurs der Regierung waren, traten am 19. Mai 1969 mehrere Mitglieder aus der Partei aus, zu denen neben zahlreichen Angehörigen der Jugendorganisation der PDC auch Insulza gehörte. Sie gründeten stattdessen das Movimiento de Acción Popular Unitaria, eine linkschristliche Partei, die Teil der Unidad Popular wurde und fortan den sozialistischen Kandidaten Salvador Allende unterstützte. Nachdem Allende die Präsidentschaftswahl in Chile 1970 gewinnen konnte, erhielten zahlreiche Mitglieder der ihn unterstützenden Parteien Posten in Verwaltungen und Ministerien, Insulza hingegen verblieb zunächst an der Universität und führte seine Lehrtätigkeit fort.
Durch seine Teilnahme an einer politischen Fernseh-Talkshow erlangte Insulza nationale Bekanntheit, weil er durch seine polemischen Kommentare auffiel. 1972 wechselte er von seiner akademischen Tätigkeit ins Außenministerium, wo er unter den Außenministern Clodomiro Almeyda und Orlando Letelier als Direktor der Diplomatischen Akademie Chiles diente. Bei der Parlamentswahl 1973 trat Insulza in Santiago an, wurde jedoch nicht gewählt. Wenige Tage nach der Parlamentswahl eskalierten interne Flügelkämpfe innerhalb der MAPU und führten zu deren Spaltung. Es entstanden die linksradikale MAPU, die einen marxistisch-leninistischen Kurs verfolgte, und die gemäßigte MAPU Obrero Campesino, der sich Insulza anschloss. Trotz der inhaltlichen Auseinandersetzungen verblieben beide Gruppierungen in der Unidad Popular und stützten Allendes Präsidentschaft.

### Putsch und Exil
Als sich Augusto Pinochet am 11. September 1973 durch einen Putsch in Chile an die Macht brachte, hielt sich Insulza gerade wegen einer internationalen Konferenz in Paris auf. Er kehrte nicht nach Chile zurück und begab sich ins Exil. Er verbrachte es zunächst zwischen 1974 und 1980 in Rom, anschließend von 1981 bis 1988 in Mexiko, wo er seine akademische Laufbahn fortsetzte. Er war Direktor am Centro de Investigación y Docencia Económica und lehrte zudem an der Universidad Nacional Autónoma de México, der Universidad Iberoamericana und dem Instituto de Estudios Diplomáticos Matías Romero.
Insulza arbeitete ab 1983 aus dem Exil heraus an einer Annäherung der politischen Gruppierungen, die in Opposition zum Pinochet-Regime standen. Zunächst leistete er seinen Beitrag, um die zerstrittenen Splittergruppen der MAPU wieder zusammenzuführen. Nachdem sich seine Partei 1985 aufgelöst hatte, schloss sich Insulza der Partido Socialista an. Er beteiligte sich an der Bildung der Concertación, der Vereinigung aller demokratischen Parteien Chiles, die sich im Vorfeld des Referendums in Chile 1988 zusammenfand, um eine weitere achtjährige Amtszeit des Diktators Pinochet zu verhindern und eine demokratische Transition in Chile einzuleiten. Im Juli 1987 veröffentlichte das Militärregime eine Liste mit 44 Exilanten, die ohne Angst vor Repressalien nach Chile zurückkehren durften. Darunter befand sich auch Insulza, der es dennoch vorzog, bis zum Referendum in Mexiko zu bleiben. Nachdem die Concertación das Referendum für sich entschieden hatte, kehrte Insulza nach Chile zurück.

### Nach der Rückkehr zur Demokratie

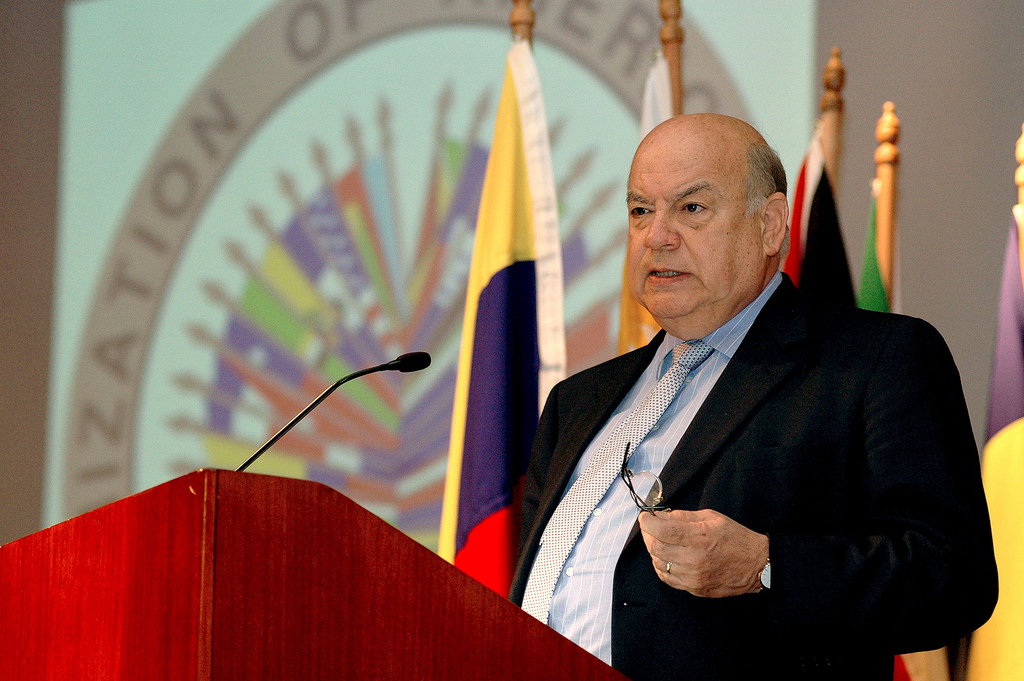
Insulza als Generalsekretär der Organisation Amerikanischer Staaten (OAS)

Mit dem Übergang zur Demokratie übernahm Insulza mehrere Positionen. Nachdem der Christdemokrat Patricio Aylwin die erste freie Präsidentschaftswahl in Chile 1989 für sich entschieden hatte, wurde Insulza zum chilenischen Botschafter für internationale Zusammenarbeit, zum Direktor für multilaterale Wirtschaftsangelegenheiten des Außenministeriums und zum Vizepräsidenten der Agentur für internationale Zusammenarbeit ernannt.
Unter Aylwins Nachfolger Eduardo Frei Ruiz-Tagle übernahm Insulza zunächst das dem Außenministerium untergeordnete Sekretariat für auswärtige Angelegenheiten, ehe er nach einer Kabinettsumbildung am 20. September 1994 zum Außenminister ernannt wurde. In seine Amtszeit als Außenminister fiel die international umstrittene Verhaftung des ehemaligen Diktators Pinochet in London. Insulza setzte sich für eine Auslieferung Pinochets nach Chile aus humanitären Gründen ein und gab damit die Linie der chilenischen Regierung vor. Als Insulza am 22. Juni 1999 von seinem Amt entbunden wurde und stattdessen die Leitung des Generalsekretariats des Präsidenten übernahm, wurde dies eher als Belohnung für das gute Krisenmanagement denn als Absetzung interpretiert. Auf diesem Posten blieb Insulza bis zum Ende von Freis Amtszeit am 11. März 2000.
In der folgenden Regierung von Präsident Ricardo Lagos übernahm Insulza das Amt des Innenministers und erwarb sich den Ruf als rechte Hand des Präsidenten. Als 2005 der Posten des Generalsekretärs der Organisation Amerikanischer Staaten frei wurde, nominierte Lagos Insulza als chilenischen Kandidaten. Er trat gegen den ehemaligen Präsidenten von El Salvador, Francisco Flores Pérez, und den Mexikaner Luis Ernesto Derbez an. Insulzas Nominierung war nicht unumstritten, da er die Wiedereingliederung Kubas in das Gremium befürwortete, was der Haltung der Vereinigten Staaten widersprach. Nach mehreren ergebnislosen Abstimmungen erreichte Insulza schließlich am 2. Mai 2005 die nötige Mehrheit und wurde zum neuen Generalsekretär gewählt. Im Vorfeld der Präsidentschaftswahlen 2009/2010 wurde er neben den vorigen Präsidenten Frei und Lagos als möglicher Kandidat des Regierungsbündnisses Concertación gehandelt. Er konnte jedoch weitaus weniger Unterstützer als Frei sammeln, so dass dieser als Kandidat ins Rennen ging.
Nach zwei Amtszeiten gab Insulza 2015 den Posten als Generalsekretär der OAS auf. Sein Nachfolger wurde der Uruguayer Luis Almagro. Von November 2015 bis November 2016 vertrat er Chile vor dem Internationalen Gerichtshof in einer Auseinandersetzung mit Bolivien über den Zugang zum Pazifischen Ozean. Im August 2017 kandidierte er erstmals für den chilenischen Senat. Er trat in der Región de Arica y Parinacota an und erhielt 20,3 Prozent der Stimmen. Damit erhielt er ebenso wie der UDI-Politiker José Durana einen der beiden Sitze für diesen Wahlkreis. Er trat das Mandat im März 2018 an, seine Amtszeit dauert bis 2026.